# Sarcophaga takahasii
Sarcophaga takahasii är en tvåvingeart som beskrevs av Tadao Kano och Okazaki 1956. Sarcophaga takahasii ingår i släktet Sarcophaga och familjen köttflugor. Inga underarter finns listade i Catalogue of Life.